# Liêm Chính
Liêm Chính là một phường thuộc thành phố Phủ Lý, tỉnh Hà Nam, Việt Nam.

## Địa lý
Phường Liêm Chính có vị trí địa lý:
- Phía đông giáp phường Tân Liêm
- Phía tây giáp phường Châu Cầu
- Phía nam giáp phường Thanh Châu
- Phía bắc giáp phường Lam Hạ và phường Tân Liêm.

Phường Liêm Chính có diện tích 6,70 km², dân số năm 2023 là 17.015 người, mật độ dân số đạt 2.539 người/km².

## Lịch sử
Phường Liêm Chính được thành lập năm 2013 trên cơ sở xã Liêm Chính.
Ngày 14 tháng 11 năm 2024, Ủy ban Thường vụ Quốc hội ban hành Nghị quyết số 1288/NQ-UBTVQH15 về việc sắp xếp đơn vị hành chính cấp huyện, cấp xã của tỉnh Hà Nam giai đoạn 2023 – 2025 (nghị quyết có hiệu lực từ ngày 1 tháng 1 năm 2025). Theo đó, sáp nhập toàn bộ 3,38 km² diện tích tự nhiên và quy mô dân số là 8.888 người của xã Liêm Chung vào phường Liêm Chính.
Phường Liêm Chính có 6,70 km² diện tích tự nhiên và quy mô dân số là 17.015 người.